# St.-Petrus-Kirche (Wolfsburg-Vorsfelde)

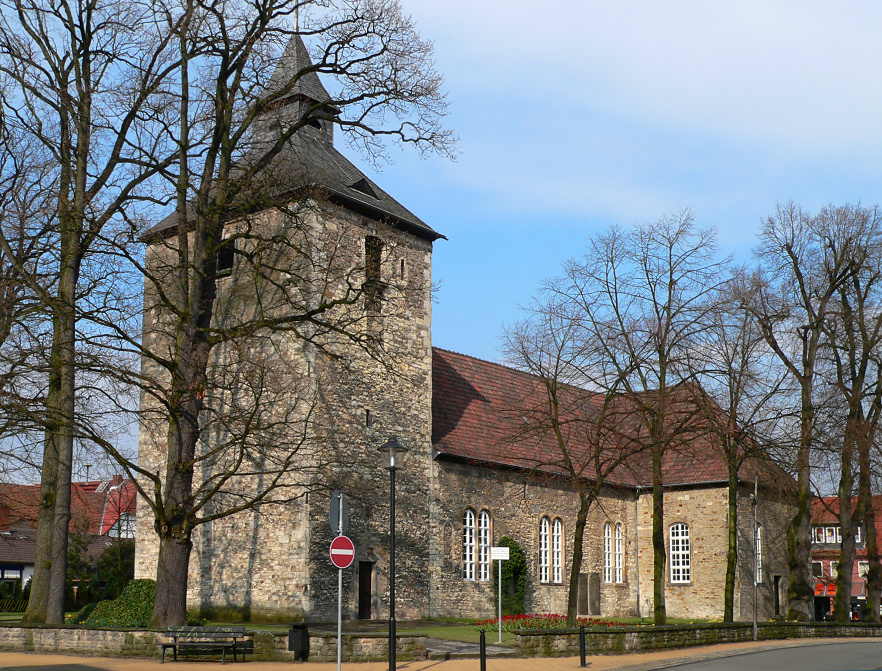
St.-Petrus-Kirche

Die St.-Petrus-Kirche im Wolfsburger Ortsteil Vorsfelde ist die Hauptkirche der Propstei Vorsfelde in der Evangelisch-Lutherischen Landeskirche in Braunschweig, die sich im Vorsfelder Altstadtkern in zentraler Lage befindet. Sie ist die größte der Wolfsburger Kirchen mit mittelalterlicher Bausubstanz. Ihre Entstehungszeit wird im 14. bis 15. Jahrhundert vermutet, wo sie bereits zentrale Kirche des Vorsfelder Werders war und später Patronatskirche des Adelsgeschlechts derer von Bartensleben.

## Propsteikirche
Die St.-Petrus-Kirche ist heute Propsteikirche der Propstei Vorsfelde, zu der 29 Kirchengemeinden gehören. Der Propsteibezirk umfasst Teile der Stadt Wolfsburg, der Landkreise Gifhorn und Helmstedt. Außerdem zählen die Orte Calvörde und Uthmöden im Landkreis Börde dazu, die erst 1992 nach der deutschen Wiedervereinigung wieder zur Propstei kamen.
Die Propstei Vorsfelde geht auf die Einrichtung einer kirchlichen Superintendentur 1746 durch den Braunschweiger Herzogs Karl I. zurück. Zuvor war das Geschlecht derer von Bartensleben Inhaber des Kirchenpatronats. Nach ihrem Erlöschen durch Tod des letzten Vertreters 1742 fiel das Lehen Vorsfelde und damit auch das Patronat an das Fürstentum Braunschweig-Wolfenbüttel zurück.

## Baugeschichte

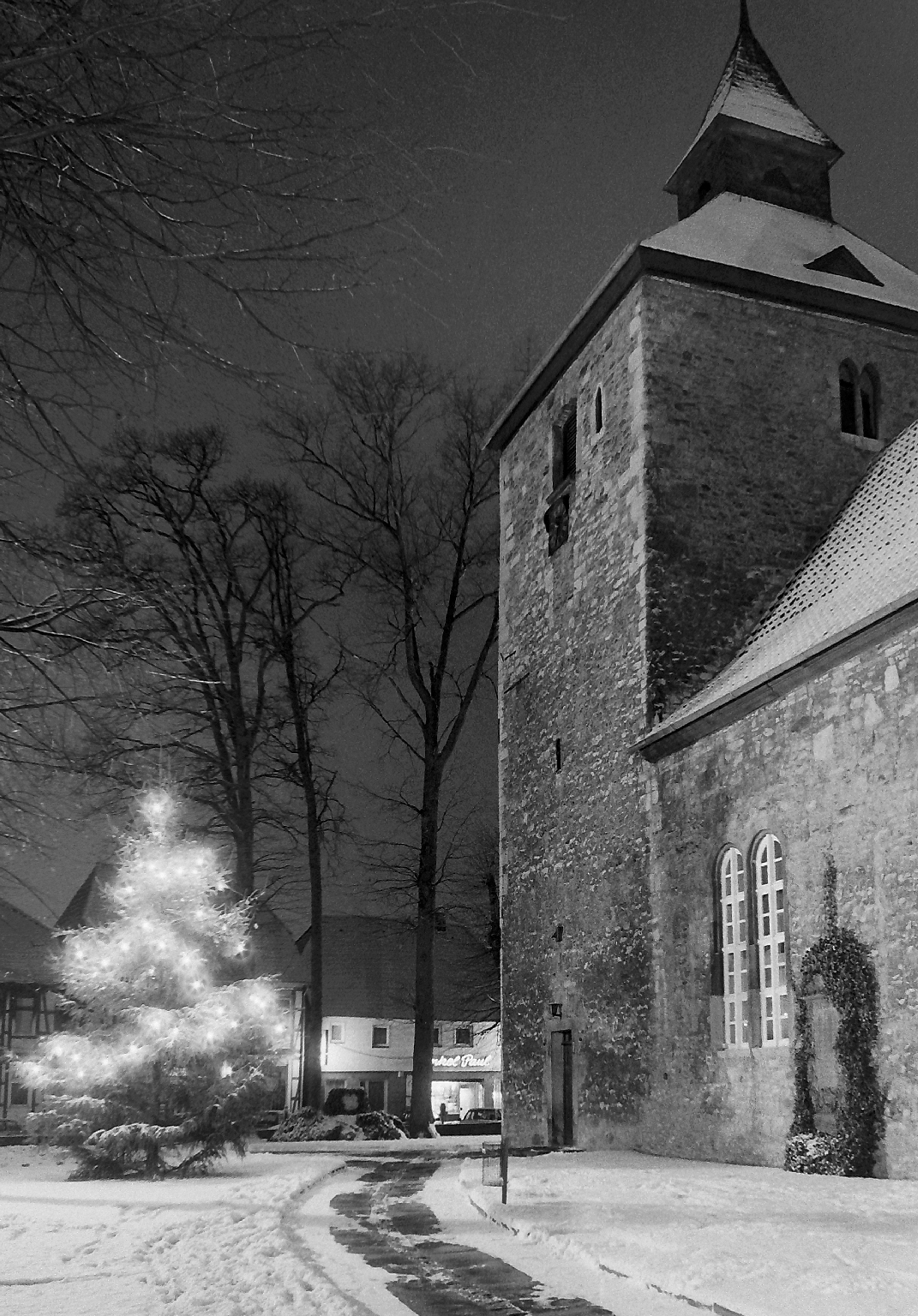
Die Kirche zur Weihnachtszeit

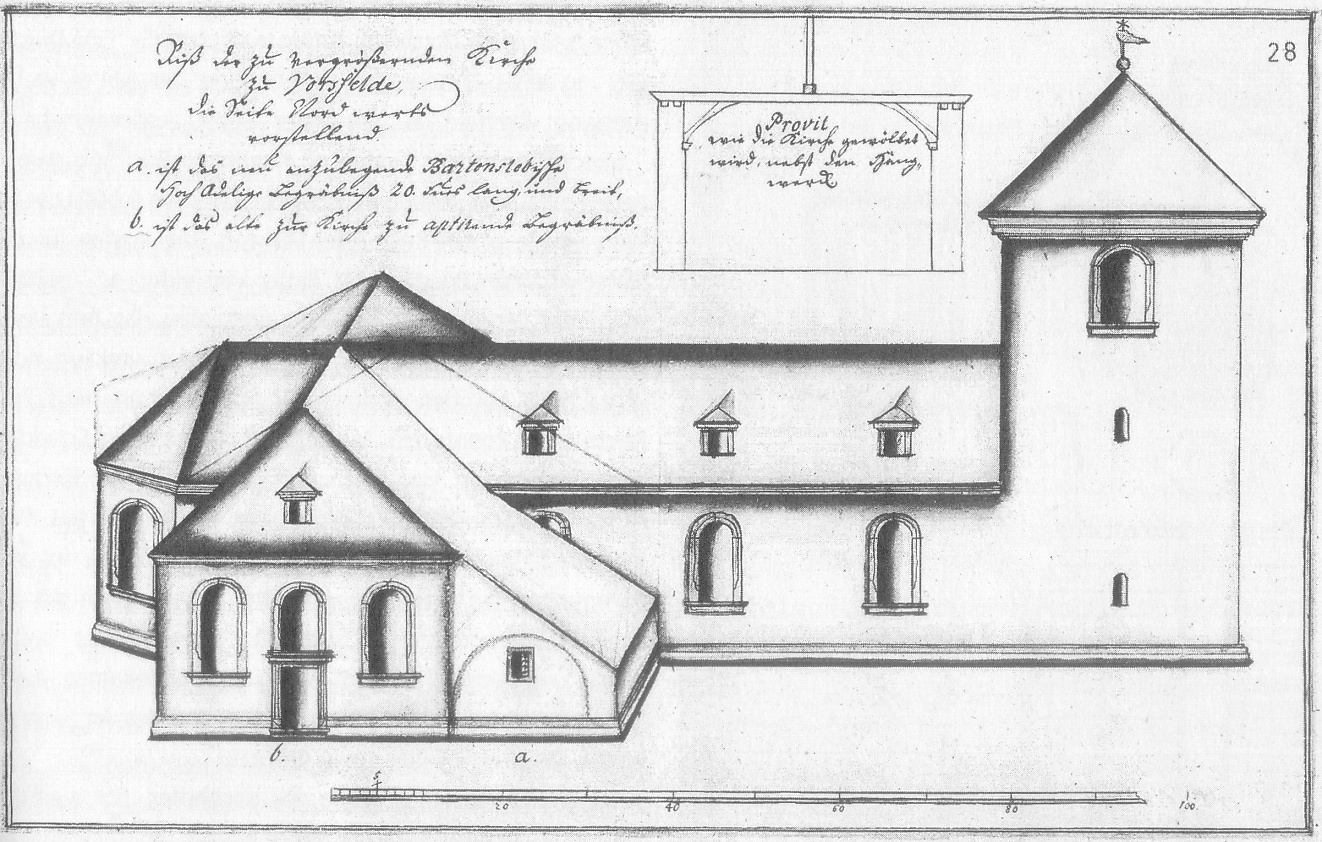
Zeichnung der Kirche nach der Erweiterung von 1749

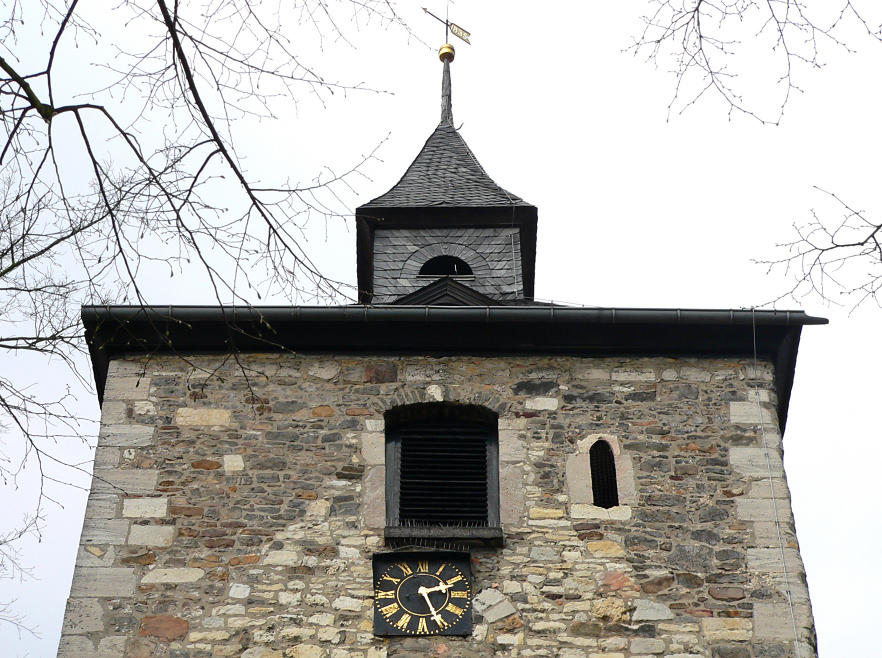
Turm mit Wetterfahne von 1835. Die helleren Steine im Mauerwerk lassen den früheren Abschluss des Turmes mit einem Satteldach erkennen

Die St.-Petrus-Kirche entstand in mehreren Bauphasen. Es handelt sich um das älteste Gebäude in Vorsfelde. Der mittelalterliche Bau ist eine einschiffige Saalkirche mit einem rechteckigen (7,5 Meter × 10,5 Meter Grundfläche) Kirchturm im Westen und einem Querschiff im Osten. Der wuchtige Turm hat zwei Meter starke Wände mit kleinen Fensteröffnungen. Ursprünglich war er niedriger als heute und etwa zwölf Meter hoch. Als ältestes Bauteil könnte er anfangs auch als Wehrkirche oder Schutzturm gedient haben. Wie anhand des Mauerwerks des Turms erkennbar ist, kam erst später ein Satteldach auf den Turm. Der Giebel ist noch heute im Mauerwerk erkennbar. Die Entstehungszeit des Kirchturms wird gegen Ende des Mittelalters im 14. bis 15. Jahrhundert vermutet. Darauf weisen auch die gotischen Fenster hin. Ein großer Teil des heute vorhandenen Kirchenbauwerkes aus gebrochenem Sandstein stammt aus der spätmittelalterlichen Entstehungszeit.
Dem Kirchturm ist östlich das Langhaus vorgesetzt. Beide Bauteile hatten zusammen bis zum Umbau 1586 eine Länge von 36 m und eine Breite von etwa 11 m. 1586 kam es zu einem seitlichen Anbau zwecks Erweiterung der Gruft derer von Bartensleben.
Bis ins 18. Jahrhundert befand sich an der Südseite ein wahrscheinlich 1597 entstandener Vorbau, der Leichenhalle und Haupteingang war. Eine Feuersbrunst in Vorsfelde in der Neujahrsnacht 1604/05 beschädigte auch die Kirche erheblich. Der wenig später einsetzende Dreißigjährige Krieg verhinderte Reparaturen, und erst 1699 war das Gotteshaus wieder hergerichtet. Dazu gehört auch der Neubau des östlichen Chorbereiches 1669. Im Jahre 1686 wurde die Sakristei, die spätere Gruft, an das Langhaus angebaut.

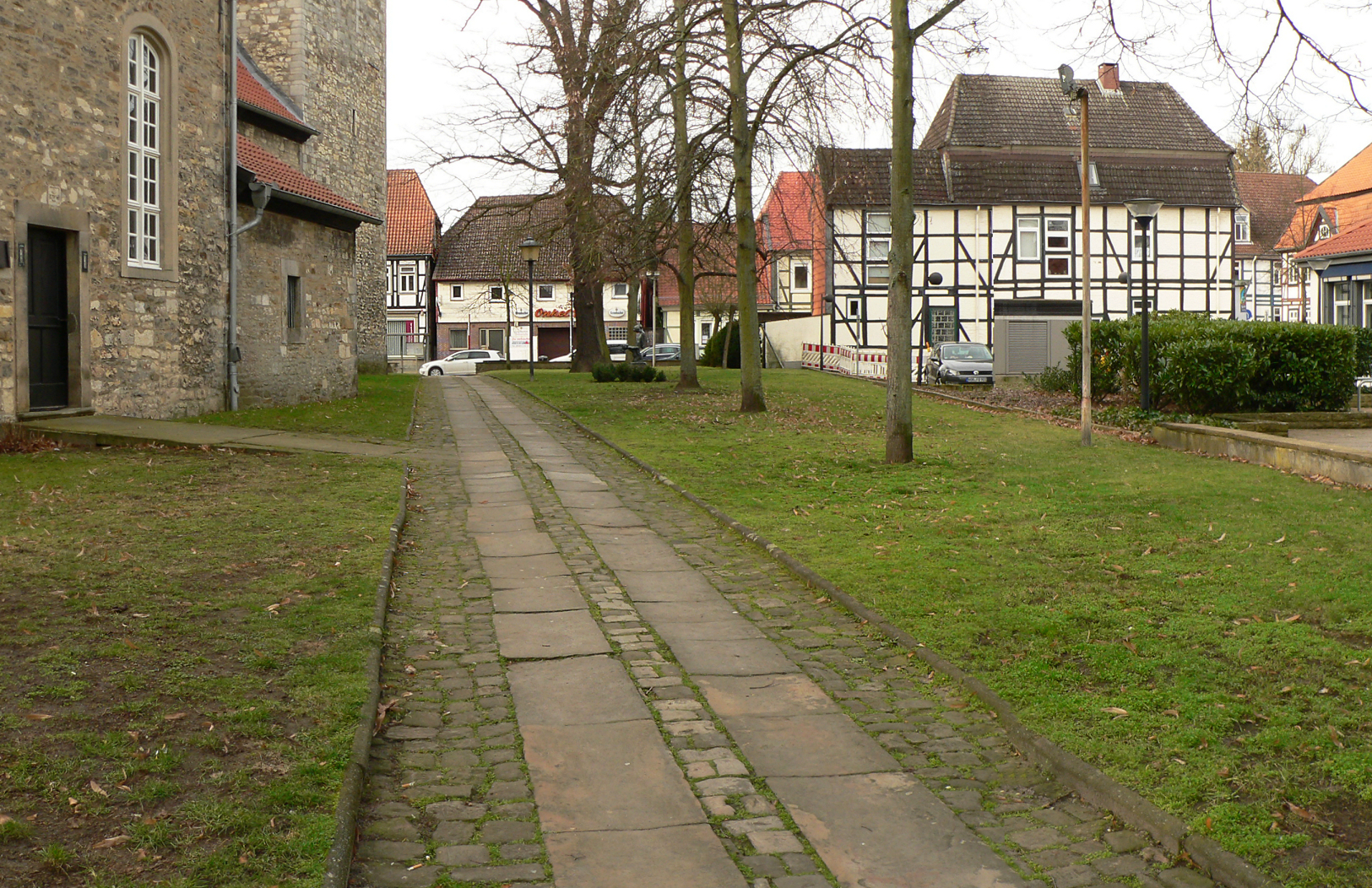
Heutige Grünanlage über dem früheren Kirchhof, der die Kirche als Bestattungsplatz umgab

1746 ordnete Herzog Karl I. an, die Kirche zu erweitern, da die 500 Plätze nicht mehr ausreichten und 800 angestrebt wurden. Außerdem war die Ausleuchtung unzureichend. Bei der Umgestaltung wurde der Turm auf 25 m erhöht und erhielt eine andere Dachform. Das Langhaus wurde erhöht und erhielt eine Erweiterung durch ein Querschiff, so dass die Kirche die typische Kreuzform hatte. Auch wurde die Gruft vertieft. 1751 waren die Arbeiten abgeschlossen. Im Jahre 1800 gab es hinter dem Chorraum einen Anbau. Bei einer umfangreichen Renovierung zwischen 1985 und 1987 entstand über der Gruft ein Museumsraum zur Geschichte der Kirche.
Die Kirche ist von einem Kirchhof umgeben, auf dem bis zur Mitte des 18. Jahrhunderts Bestattungen vorgenommen wurden. Heute steht er ebenso wie die Kirche unter Denkmalschutz. In der Vergangenheit wurden bei Straßenbauarbeiten im näheren Umfeld der Kirche wiederholt Bestattungen freigelegt. Im Jahr 2020 traten bei Ausschachtungsarbeiten auf einem angrenzenden Grundstück rund 15 Meter nördlich vom Kirchengebäude Knochen, Keramikscherben und Mauerreste zutage, die von einem Grabungsunternehmen archäologisch untersucht wurden.

## Geschichte

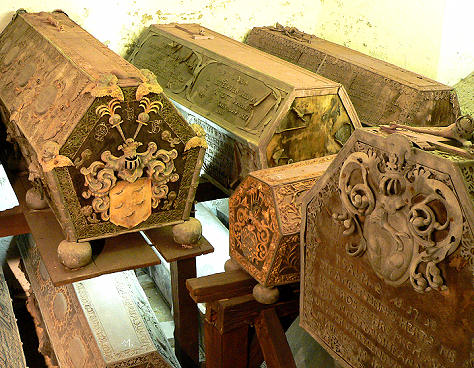
Gruft für die von Bartensleben mit Bestattungen zwischen 1658 und 1695

Schon 1475 wurde St. Petrus Patronatskirche des auf der nahe gelegenen Wolfsburg residierenden Adelsgeschlechts derer von Bartensleben, die mit Ort und Kirche auf das engste verbunden waren. Sie hatten Vorsfelde und den Vorsfelder Werder seit 1389 auf Dauer inne. Zum Sprengel der Vorsfelder Kirche gehörten im Mittelalter alle Rundlingsdörfer des Vorsfelder Werders.
Unter dem Kirchenboden der St.-Petrus-Kirche sind im 16. Jahrhundert acht Familienangehörige der von Bartensleben bestattet worden, darunter Hans der Reiche. In der Gruft ruhen seit dem 17. Jahrhundert 13 ihrer Familienmitglieder in prunkvollen hölzernen Särgen. Als das Geschlecht mit dem Tod von Schatzrat Gebhard Werner von Bartensleben am 6. Januar 1742 erlosch, fiel nicht nur Vorsfelde mit dem Werder, sondern auch das Kirchenpatronat an das Herzogtum Braunschweig-Wolfenbüttel zurück.

## Ausstattung
An der Innenausstattung ist besonders der um 1600 entstandene kelchförmige Taufstein erwähnenswert. Im Chorraum sind als kunstvolle Steinreliefs in Lebensgröße Günther von Bartensleben (1558–1597) und Ehefrau Sophie geb. von Veltheim (1574–1613) dargestellt. Neben der Gruft hängt eine Gedenktafel für den schwedischen Kapitän (sinngemäß Hauptmann) Peter de Paulsen (1602–1640), der durch den Dreißigjährigen Krieg in die Gegend kam und hier verstarb.
Über dem Kircheneingang im Kirchturm befindet sich eine Sonnenuhr mit der Jahreszahl 1725.

### Orgel
Die Orgel wurde 1932 von den Orgelbauern Lothar Wetzel (1888–1964) und Emil Hammer (1878–1958) erbaut. Das spätromantisch disponierte Taschenladen-Instrument hat 29 Register (davon vier Transmissionen) auf zwei Manualen und Pedal. Die Spiel- und Registertrakturen sind pneumatisch.
| I Hauptwerk C–g3 |              |       |
| 1.               | Quintade     | 16′   |
| 2.               | Prinzipal    | 8′    |
| 3.               | Rohrflöte    | 8′    |
| 4.               | Gambe        | 8′    |
| 5.               | Nachthorn    | 4′    |
| 6.               | Oktave       | 4′    |
| 7.               | Rauschquinte | 2 ⁄3′ |
| 8.               | Mixtur V     |       |
| 9.               | Trompete     | 8′    |

| II Schwellwerk C–g3 |                  |     |
| 10.                 | Zartgedeckt      | 16′ |
| 11.                 | Geigenprinzipal  | 8′  |
| 12.                 | Schweizer Pfeife | 8′  |
| 13.                 | Salizional       | 8′  |
| 14.                 | Schwebung        | 8′  |
| 15.                 | Gedackt          | 8′  |
| 16.                 | Prinzipal        | 4′  |
| 17.                 | Blockflöte       | 4′  |
| 18.                 | Gemshorn         | 2′  |
| 19.                 | Sesquialtera II  |     |
| 20.                 | Cymbel III       |     |
| 21.                 | Krummhorn        | 8′  |
|                     | Tremulant        |     |

| Pedal C–f1 |                       |     |
| 22.        | Prinzipalbaß          | 16′ |
| 23.        | Subbaß                | 16′ |
| 24.        | Zartbaß (= Nr. 10)    | 16′ |
| 25.        | Violonbaß             | 8′  |
| 26.        | Gedacktbaß (= Nr. 15) | 8′  |
| 27.        | Prinzipal (= Nr. 16)  | 4′  |
| 28.        | Gemshorn (= Nr. 18)   | 2′  |
| 29.        | Posaune               | 16′ |

- Koppeln: II/I, I/P, II/P

### Geläut
In der Glockenstube des Kirchturms befinden sich drei Glocken der Glockengießerei J. F. Weule aus Bockenem aus dem Jahre 1924. Sie bilden eines der ältesten Stahlgeläute der Braunschweigischen Landeskirche. Sie tragen die Bezeichnungen Glaube, Liebe und Hoffnung und haben eine Höhe von 1,4 bis 1,96 m. Als Inschrift zieren die Glocken außer dem Glockennamen zusätzlich Bibelzitate und historische Anmerkungen.